# 幸せの種 〜Winter version〜
「幸せの種 〜Winter version〜」（しあわせのたね ウインターバージョン）は、Kiroroの17枚目のシングル。2008年12月3日発売。発売元はビクターエンタテインメント。

## 解説
前作から3年ぶりのシングルは初のCD+DVDの2枚組仕様。

## 収録曲

### CD
1. 幸せの種 〜Winter version〜
  - クボタ・企業TV-CMイメージソング。
  - 作詞：玉城千春　作曲：Kiroro  編曲：石塚知生
2. みんなへ
  - 作詞・作曲：玉城千春  編曲：石塚知生
3. こころのメロディー
  - 作詞・作曲・編曲：金城綾乃

### DVD
1. 長い間
2. 生きてこそ
3. 未来へ